# RMS America
RMS America byl kolesový parník třídy America společnosti Cunard Line vybudovaný roku 1848 v loděnicích Robert Steele & Co. ve skotském Greenocku.
Už na své první plavbě 13. dubna 1848 z Liverpoolu do Halifaxu získal časem 9 dní a 16 minut s průměrnou rychlostí 11,7 uzlů (21,7 km/h) Modrou stuhu. Byla to hlavní loď sloužící na této lince hlavně v dobách, kdy většina ostatních sloužila jako transportní lodě v krymské válce. V roce 1863 si ji pronajala Allan Line, následně byl prodán a nakonec roku 1875 rozebrán.